# Aba (delregion)
Aba (ungerska: Abai kistérség) var en delregion i provinsen Fejér i regionen Mellersta Transdanubien i Ungern. Delregionens huvudort var Aba. Vid förvaltningsreformen 2013 upplöstes Ungerns delregioner och ersattes av distrikt. Delregionen Aba kom att delas mellan distrikten Székesfehérvár (7 orter) och Sárbogárd (2 orter).
Vid slutet av 2012 hade delregionen 23 011 invånare, på en yta av 467,16 km².

## Orter
Delregionen bestod av följande orter:

- Aba
- Csősz
- Káloz
- Sárkeresztúr
- Sárosd
- Sárszentágota
- Seregélyes
- Soponya
- Tác